# موش سوت‌زن لیتل‌دیل
موش سوت‌زن لیتل‌دیل (نام علمی: Parotomys littledalei) نام یک گونه از سرده موش‌های سوت‌زن است.